# Бети Буп
Бети Буп је анимирани лик из цртаног филма који се појављује у Талкартуну и Бети Буп серији филмова Парамаунт пикчерса. Била је веома популарна средином 1930-их. Лик Бети Буп је направљен према певачици Хелен Кејн, која је послужила као модел.